# Diplocentrus insularis
Espèce
Diplocentrus insularis est une espèce de scorpions de la famille des Diplocentridae.

## Distribution
Cette espèce est endémique du département des Islas de la Bahía au Honduras. Elle se rencontre sur les Cayos Cochinos et Útila.

## Description
Le mâle holotype mesure 53,3 mm et la femelle paratype 52,9 mm.

## Étymologie
Son nom d'espèce lui a été donné en référence au lieu de sa découverte, une île.

## Publication originale
- Sagastume-Espinoza, Longhorn & Santibáñez-López, 2015 : A new scorpion species of genus Diplocentrus Peters, 1861 (Scorpiones: Diplocentridae) endemic to Islas de la Bahia, Honduras. Comptes Rendus Biologies, vol. 338, no 7, p. 502-510.